# Сувиньи
Сувиньи́ (фр. Souvigny) — коммуна во Франции, находится в регионе Овернь. Департамент коммуны — Алье. Административный центр кантона Сувиньи. Округ коммуны — Мулен.
Код INSEE коммуны — 03275.

## Население
Население коммуны на 2008 год составляло 1943 человека.
| 1962 | 1968 | 1975 | 1982 | 1990 | 1999 | 2008 |
| ---- | ---- | ---- | ---- | ---- | ---- | ---- |
| 2165 | 2212 | 2119 | 1929 | 2024 | 1952 | 1943 |

## Экономика
В 2007 году среди 1145 человек в трудоспособном возрасте (15—64 лет) 858 были экономически активными, 287 — неактивными (показатель активности — 74,9 %, в 1999 году было 68,4 %). Из 858 активных работали 766 человек (410 мужчин и 356 женщин), безработных было 92 (40 мужчин и 52 женщины). Среди 287 неактивных 87 человек были учениками или студентами, 108 — пенсионерами, 92 были неактивными по другим причинам.

## Достопримечательности
- Бенедиктинский монастырь Сувиньи
- Церковь Сен-Марк (XII век). Исторический памятник с 1840 года.
- Несколько романских церквей

## Мероприятия
- Антикварная выставка-ярмарка (май)
- Средневековая ярмарка (начало в последнюю субботу июля)
- Осенние дни музыки (последние выходные сентября)
- Региональная распродажа антикварных книг (в ноябре)

## Фотогалерея

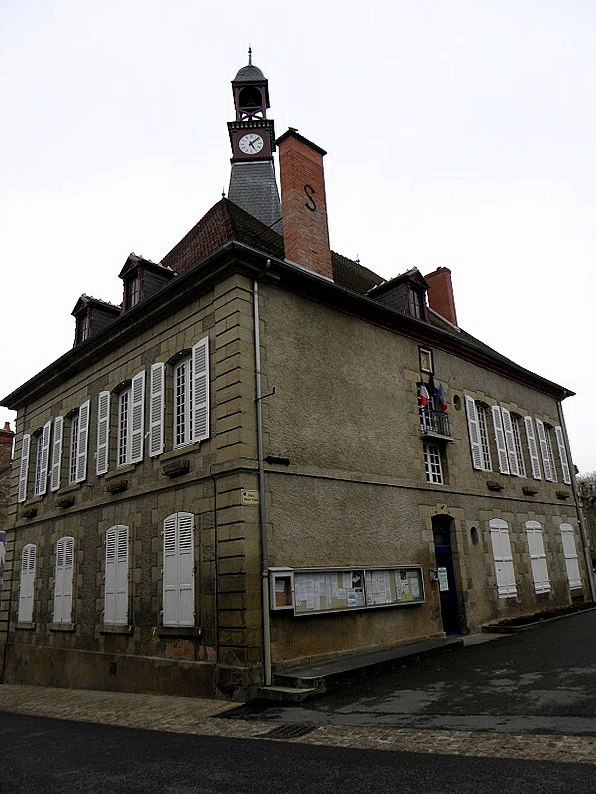
Мэрия
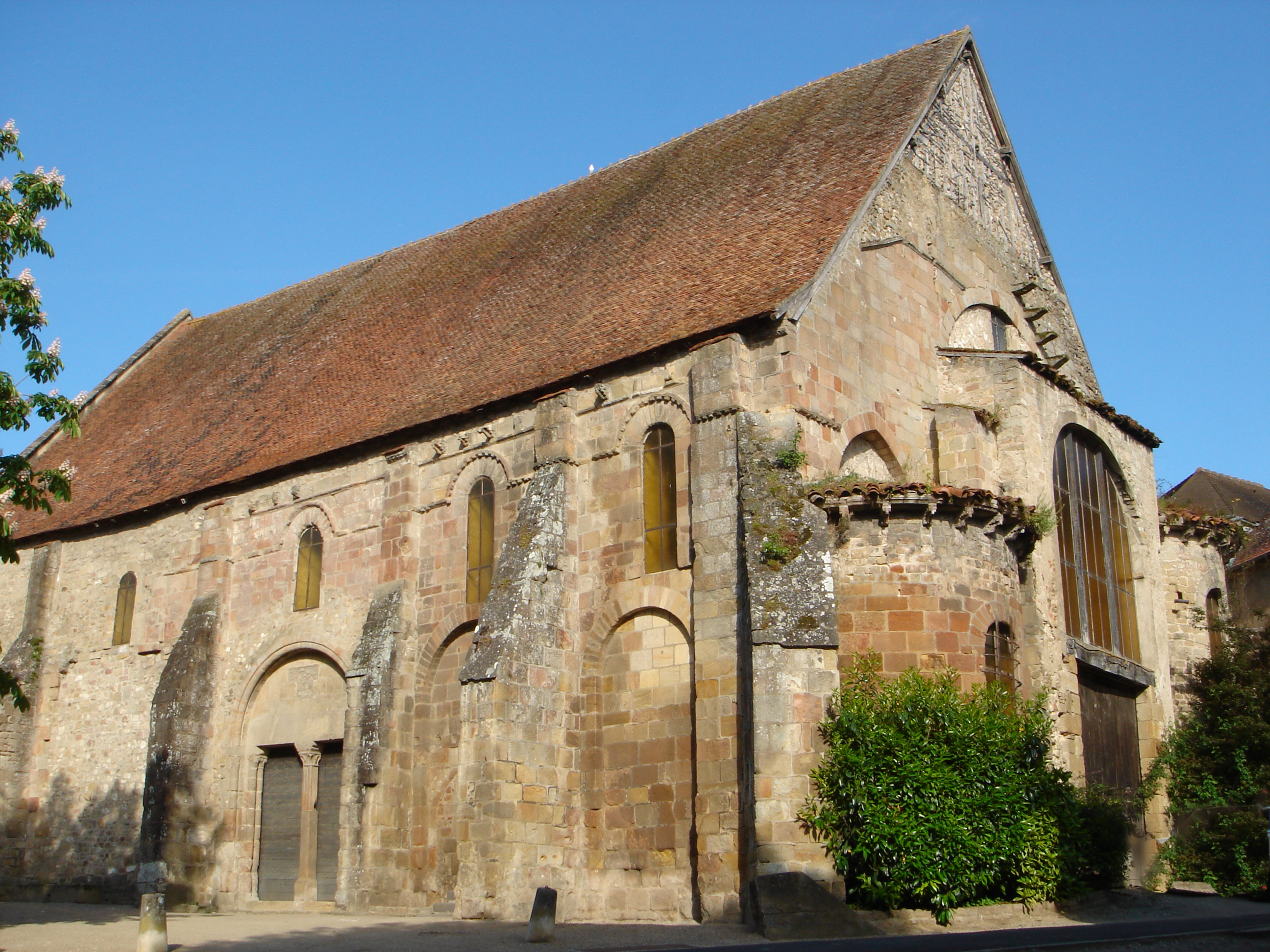
Церковь Сен-Марк
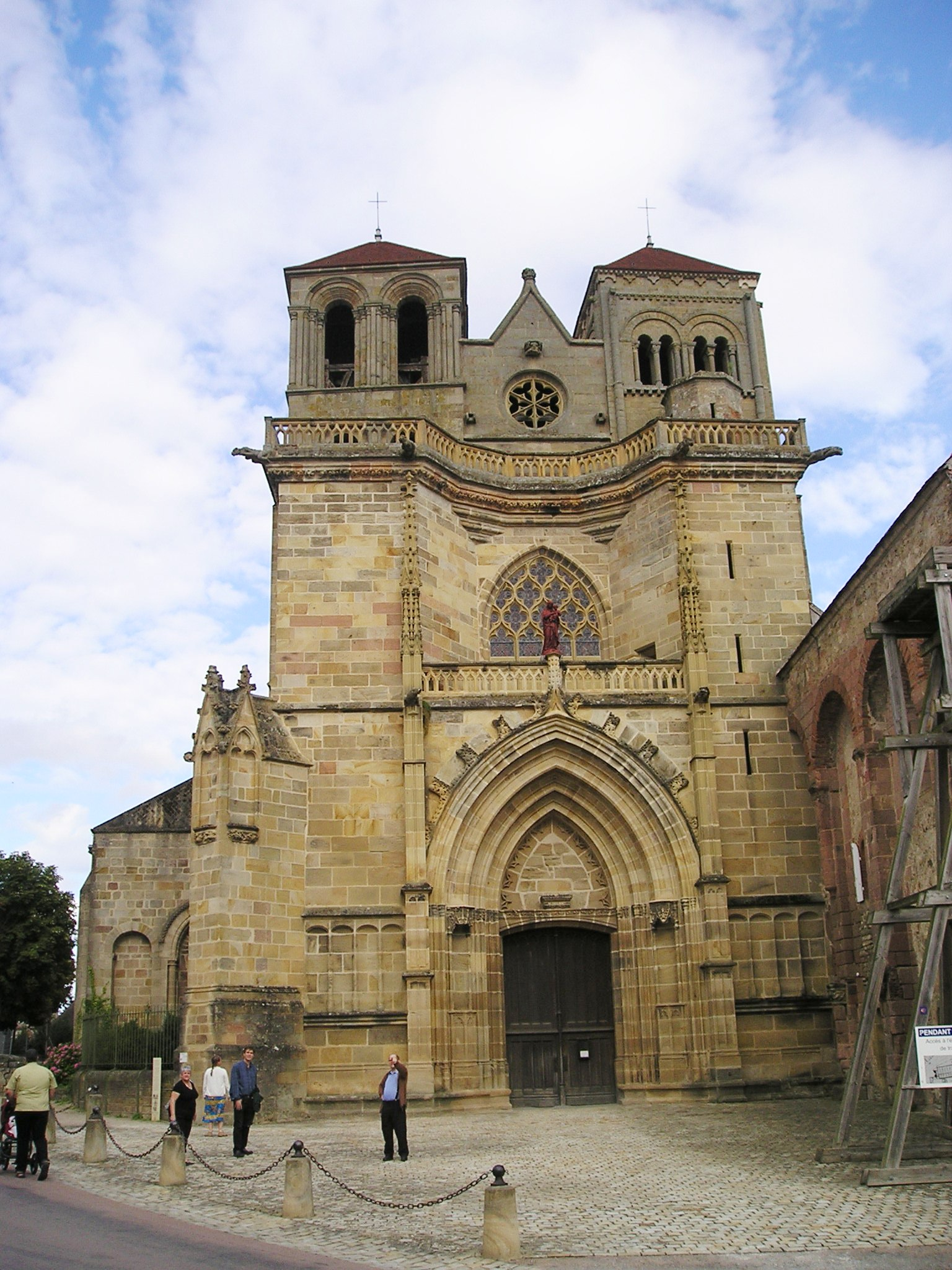
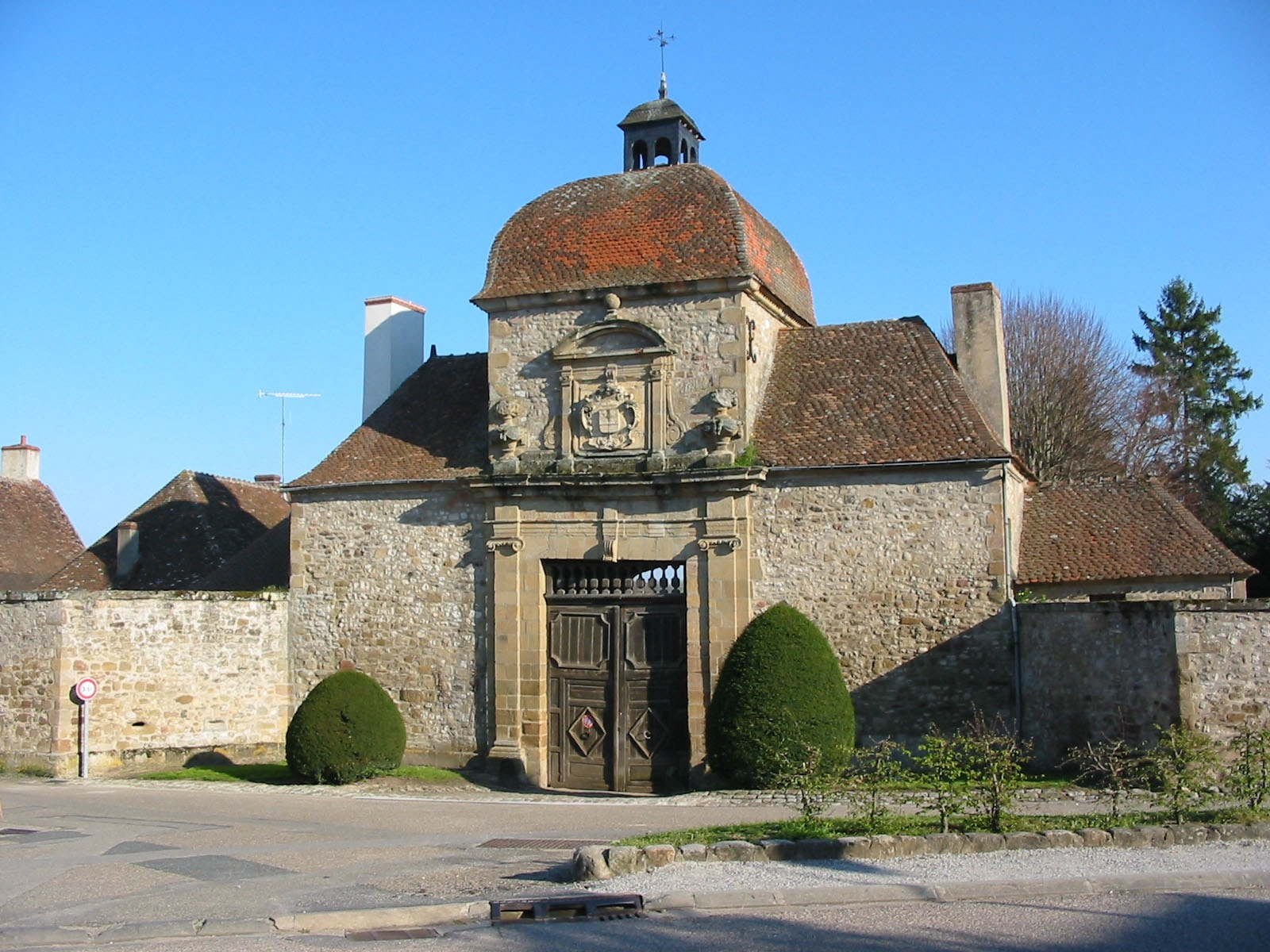